# 78xx

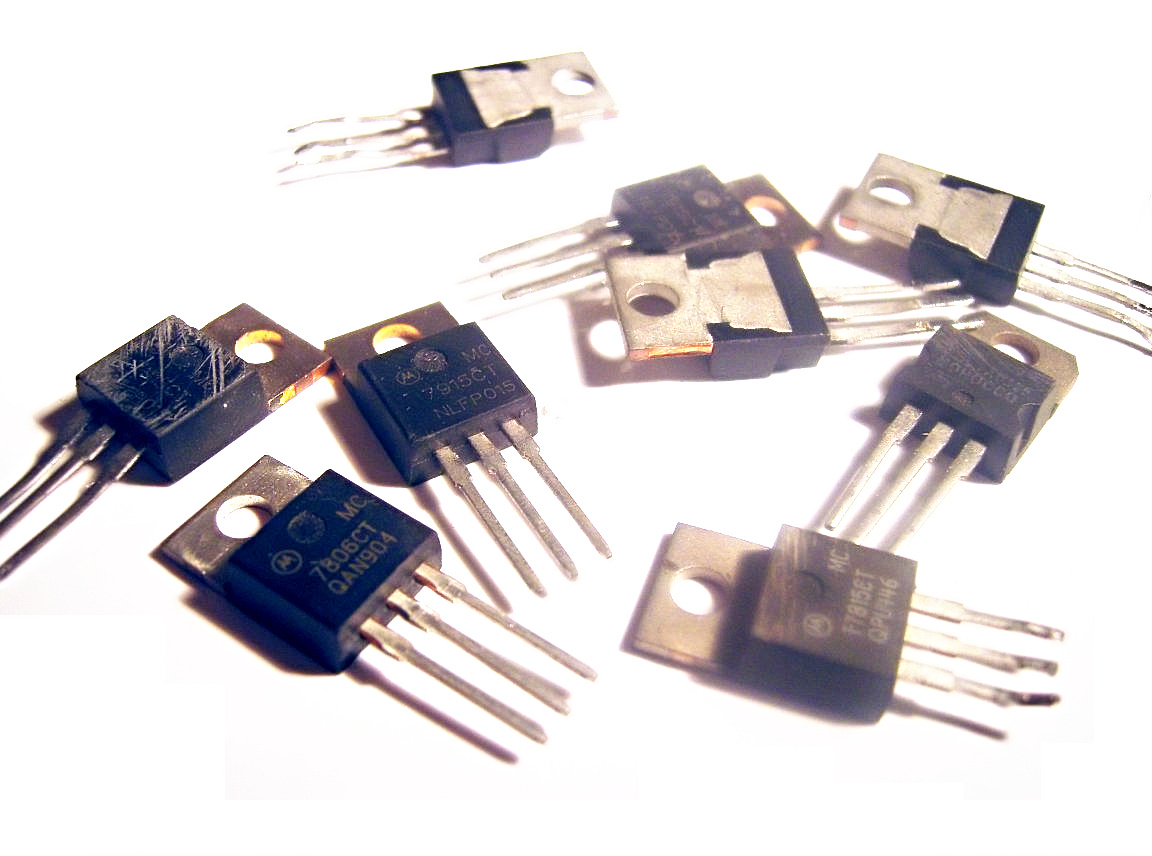
各式各樣的78xx器件。它們均使用了TO-220封裝

78xx，又被稱作L78xx、LM78xx、MC78xx...等，是一種固定式電壓輸出線性電壓調節器的集合。通常被用在需要穩定電源的電路中，具有便利性（易於使用）且低成本的優點。xx指的是其輸出電壓，例如LM7812的輸出電壓為12伏特。此種調節器輸出之電壓相對於接地點為高，故被稱作正電壓型調節器。可以和負電壓型調節器LM79xx搭配使用，以同時提供電路正負電壓。
78xx系列的積體電路一般有三個接入端，通常使用TO-220封裝，也有使用小型SMD貼片式封裝的或是TO-3金屬罐式封裝的。這些器件接入一個較高的、高於器件輸出電壓的輸入電壓（最大35伏特至40伏特），接地端接地，輸出端即可輸出器件規定的輸出電壓。78xx和79xx的最大電流容量為1安培，若在較低的電壓差值以及適當的散熱措施下，則可達1.5安培（然而較小的封裝或較大的封裝也會影響這個參數）。

## 常見類型

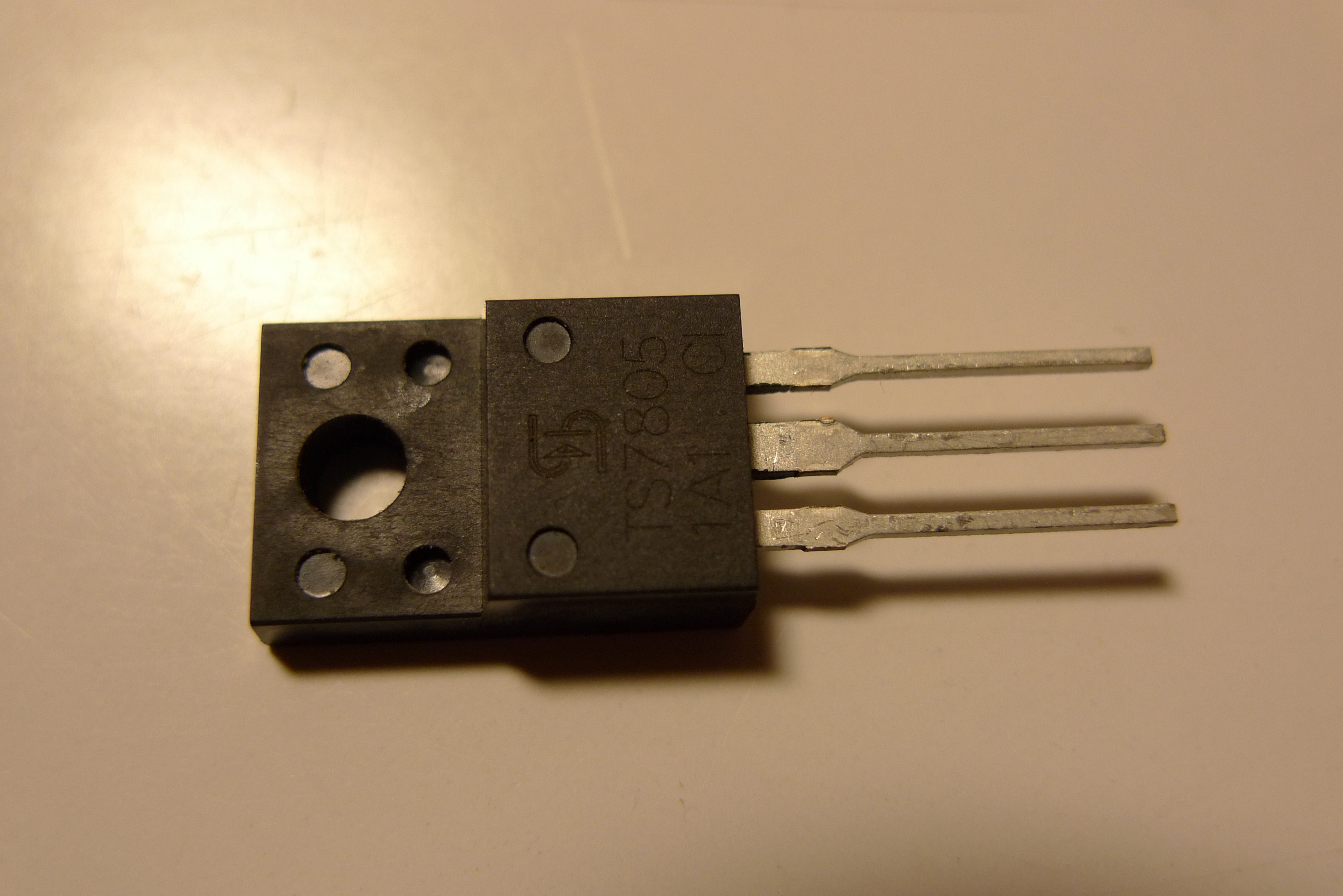
TS7805線性電壓調節器。

此種元件較常見的類型有7805、7806、7808、7809、7810、7812、7815、7818、以及7824。其中，7805較為常見，因為對於多數電晶體－電晶體邏輯元件而言，5伏特之電壓源相對較為便利。此外，為了輸出的穩定，各種類型都有其各自不同之最小輸入電壓，例如7805的最小輸入電壓為7.3伏特。
| 類型 | 輸出電壓（伏特） | 輸入電壓（伏特） |
| ---- | ---------------- | ---------------- |
| 7805 | +5               | 7.3              |
| 7806 | +6               | 8.3              |
| 7808 | +8               | 10.5             |
| 7810 | +10              | 12.5             |
| 7812 | +12              | 14.6             |
| 7815 | +15              | 17.7             |
| 7818 | +18              | 21.0             |
| 7824 | +24              | 27.1             |

較不常見的版本則有美國國家半導體所製造的LM78Mxx系列（500 毫安培）以及LM78Lxx系列（100 毫安培）。有些類型提供較不尋常的電壓，例如意法半導體所製造的LM78L62系列（6.2 伏特）、LM78L82系列（8.2 伏特）以及L78L33ACZ系列（3.3 伏特）。
值得注意的是，美國國家半導體所製造的LM78S40系列、Datel製造的7803SR並不屬於78xx系列，而且它們也使用不同設計。它們並不屬於線性調節器。
LM78S40是開關式調節器，而非78xx系列的線性調節器設計。7803SR是一種完整的交換式電源供應模組，雖然也可用來代替78xx，但它仍然不是線性電壓調節器。

## 優點
這種調節器的主要優點在於不須額外的元件來提供穩定的電源，使其使用上更為便利，並且增進空間上的使用效率，同時減少成本。其它的一些電壓調節積體電路，像是AMS1117一類的，會需要較多的外圍電路元件，有些積體電路還會要求額外的元件來設定輸出電壓或是作為穩壓時需要的元件。一些交換式供電模組甚至需要有電路工程設計經驗的人士來實作。
78xx系列積體電路內部也整合有過電流／短路保護和過熱保護，以避免器件工作時損壞。這使得78xx系列的器件在大部分實作場合中十分耐用，有些應用中，78xx系列的器件提供的限流保護不僅保護其本身，還為電路的其他部分也起到一定的保護作用。

## 缺點
輸入電壓需要比輸出電壓還要大上一定值（通常是2.5伏特）。這會使這些元件不適合作為特定種類電路的電源。例如一個需要5伏特電壓但以6伏特電池作為電源的電路，對於7805而言即不適用。此時便需要使用低壓差穩壓器（LDO），如ASM1117系列。
和LM317等一類的線性電壓調節器一樣，輸入電流和輸出電流基本一致，而輸入電壓總高於輸出電壓，此時通過電流乘以這個電壓降的乘積就是78xx內分壓電阻的損耗功率。這意味著輸入78xx的電功率要比78xx輸出的電功率要大，而這部分輸入功率和輸出功率之差，即為損耗功率，工作時便以廢熱的形式散耗，意味著78xx器件工作時是需要散熱器輔助散熱的。如果穩壓器的壓差越高，電流不變的情況下，這個散耗功率便越大，此時78xx器件會變得很沒效率。如果需要較大的電功率和較高的效率，但又要求12伏、5伏左右的低電壓，則需要降低78xx器件的輸入電壓以降低壓差，或是改用效率更高的交換式供電模組。

## 外部連結

### 數據表
- L78xx的數據表（页面存档备份，存于），意法半導體。（英文）
- LM78xx/LM340的數據表，德州儀器（前身為美國國家半導體）。（英文）
- L79xx的數據表（負電壓）（页面存档备份，存于），意法半導體。（英文）
- LM79xx的數據表（負電壓）（页面存档备份，存于），德州儀器。（英文）

### 其他
- Reverse engineering a 7805 voltage regulator（页面存档备份，存于），內有7805如何運作的詳細資訊，並含有數量眾多的參考連結。（英文）